# GSC2642-2933
GSC2642-2933 — хімічно пекулярна зоря спектрального класу A5, що має видиму зоряну величину в смузі V приблизно  9,8.

## Пекулярний хімічний склад
Зоряна атмосфера GSC2642-2933 має підвищений вміст 
Sr
.